# 鉄門 (中央アジア)

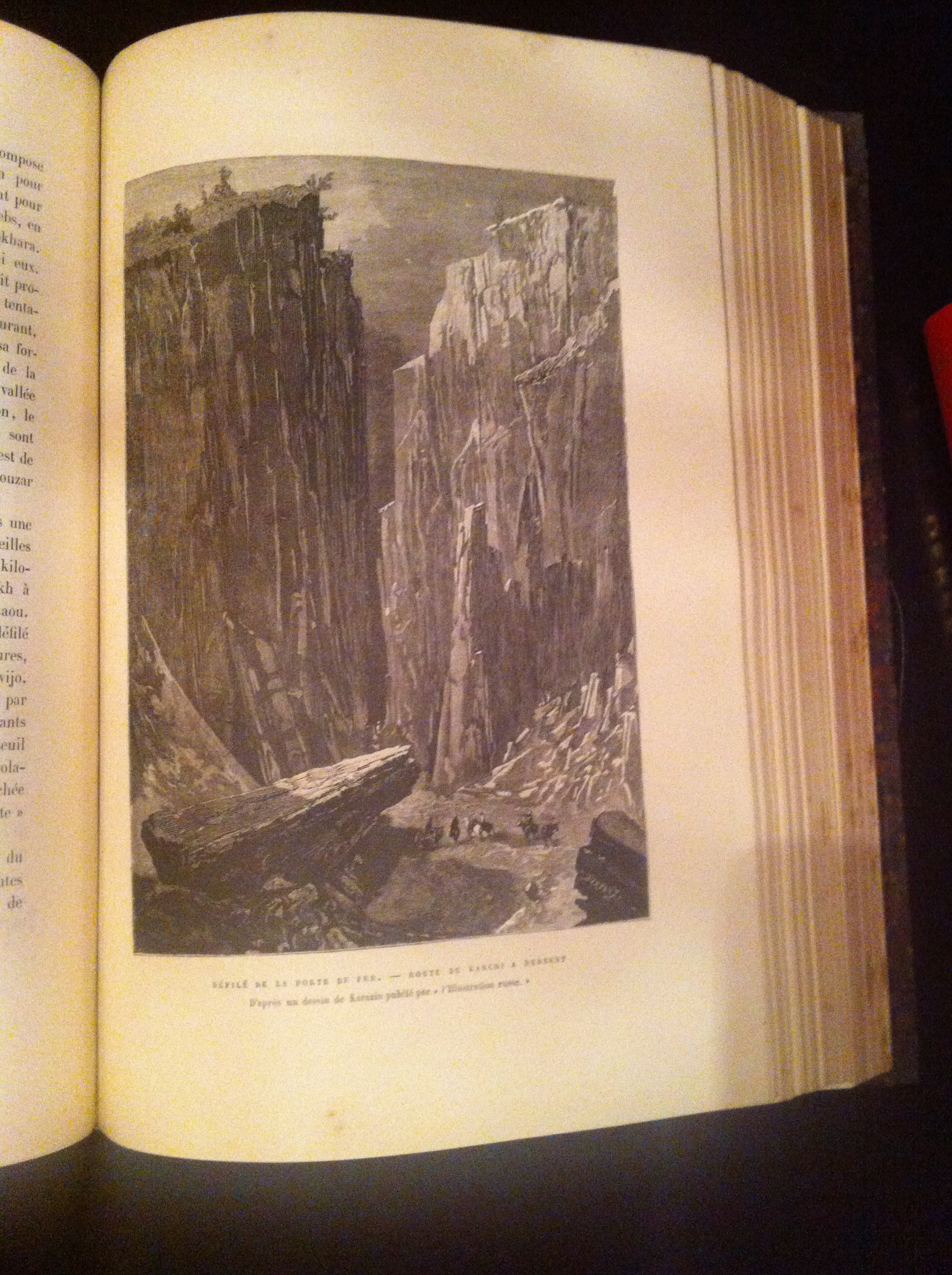
木彫刻、p. 503.
'Nouvelle Géographie Universelle, La terre et les hommes', Part VI, 'L'Asie Russe', Édition Élisée reclus, Paris, 1881 より

鉄門（てつもん）とは、バルフとサマルカンドの間の隘路である。
この隘路はヒサール山脈からアムダリヤ川の方に南北に広がる険しい山脈を抜ける数少ない通り道になっている。そのため紀元前328年にマケドニアのアレクサンドロス3世がここを通って以来、バクトリア・ソグディアナ間の通路として使われ、この地方のどんな権力にとっても重要な隘路だったようである。名前の由来は隘路に聳え立つ鉄で補強された門であり、実際にスルハンダリヤ州のバイスンの西にあったと信じられている。